# Короткохвостый хвостокол
Короткохвостый хвостокол (лат. Bathytoshia brevicaudata) — вид хрящевых рыб семейства хвостоко́ловых отряда хвостоколообразных. Широко распространённый в умеренных водах юго-восточной Атлантики, Индийского океана и юго-западной и центрально-западной части Тихого океана. Встречаются от зоны прибоя до глубины 480 м. Ведут в основном донный образ жизни и редко заплывают в открытое море. Максимальная зарегистрированная ширина диска 210 см, а масса 350 кг. Грудные плавники этих скатов срастаются с головой, образуя ромбовидный диск, ширина которого слегка превышает длину. Окраска дорсальной поверхности диска ровного цвета, позади головы по обе стороны имеются белые поры. Гладкая кожа лишена чешуи даже у взрослых скатов. Как правило, хвост короче диска, основание хвоста толстое. Вдоль средней линии диска пролегает ряд крупных костных бляшек, а перед хвостовым шипом расположен ряд колючек. Позади шипа на хвостовом стебле расположены верхняя и нижняя плавниковые складки.
Эти скаты охотятся в основном на беспозвоночных и костистых рыб, в том числе виды, зарывающиеся в грунт и плавающие в толще воды. Они имеют тенденцию находиться на ограниченном индивидуальном участке обитания, предпочитая зимой держаться на глубине. Неизвестно, совершают ли они длительные миграции. В определённых местах, например летом у островов Пур-Найтс, Новая Зеландия, они собираются в большие стаи для спаривания и размножения. Подобно прочим хвостоколообразным Dasyatis brevicaudata размножаются яйцеживорождением. Эмбрионы развиваются в утробе матери, питаясь желтком и гистотрофом. В помёте 6—10 новорожденных. Эти скаты в целом не агрессивны, но будучи потревоженными и в случае опасности они способны наносить ядовитым шипом болезненные уколы, потенциально опасные для жизни. Не являются объектом целевого промысла. В качестве прилова часто попадаются при коммерческом лове. Пойманных рыб, как правило, выбрасывают за борт, отломив шип. Изредка их содержат в публичных аквариумах.

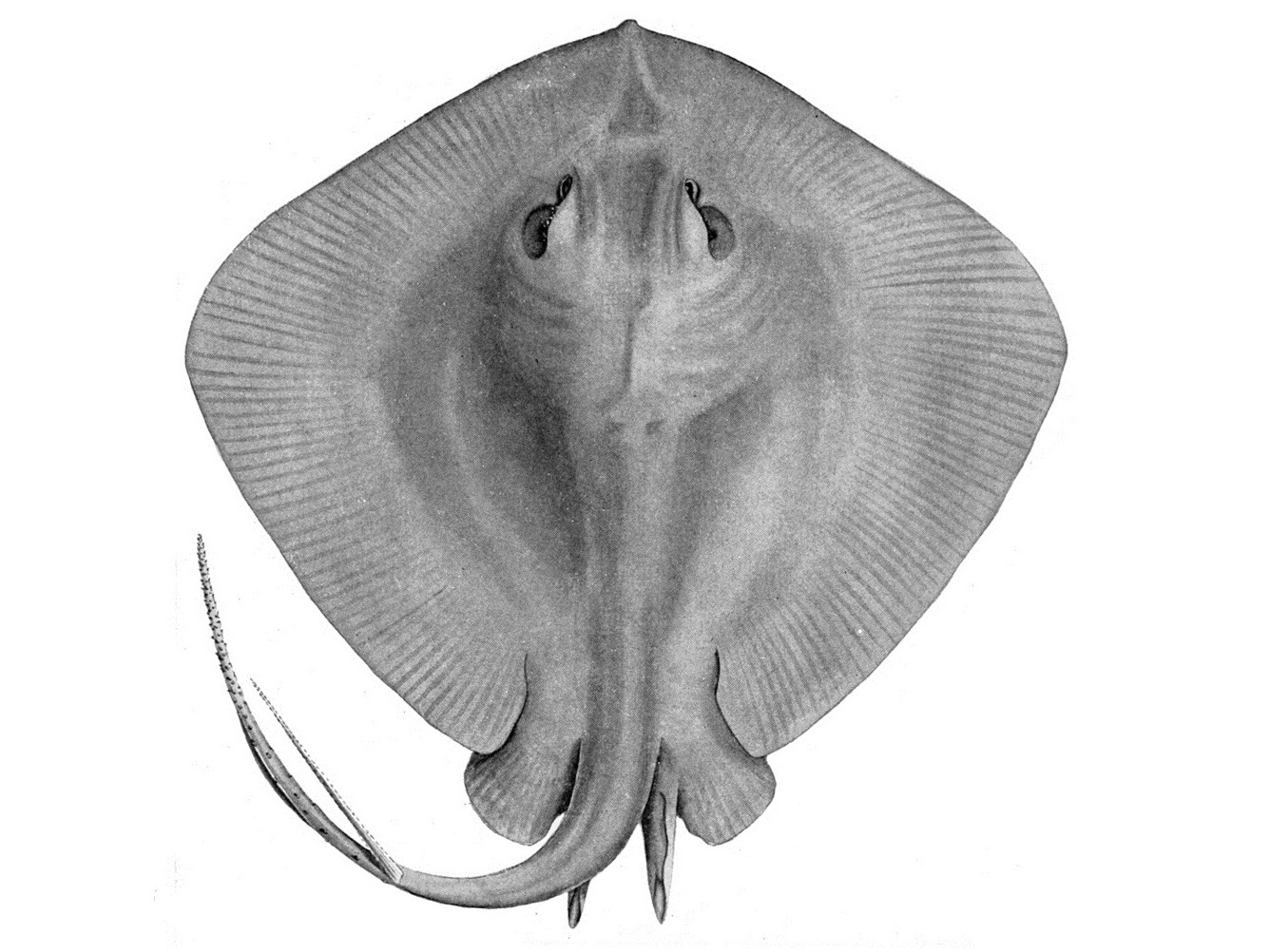

## Таксономия и филогенез
Впервые короткохвостый хвостокол был научно описан Фредериком Уолластоном Хаттоном, куратором музея Отаго, Новая Зеландия, как Trygon brevicaudata в 1875 году. Его описание относилось к самке с диском шириной 1,2 м, пойманной у берегов Данидина. Видовое название происходит от слов лат. brevis — «короткий» и лат. cauda — «хвост». Позднее он был отнесён к устаревшему ныне роду Bathytoshia, а затем к роду хвостоколов. Dasyatis brevicaudata является близкородственным виду Dasyatis matsubarai, обитающему в северо-западной части Тихого океана.
В 2016 году перенесён в другой род.

## Ареал и места обитания

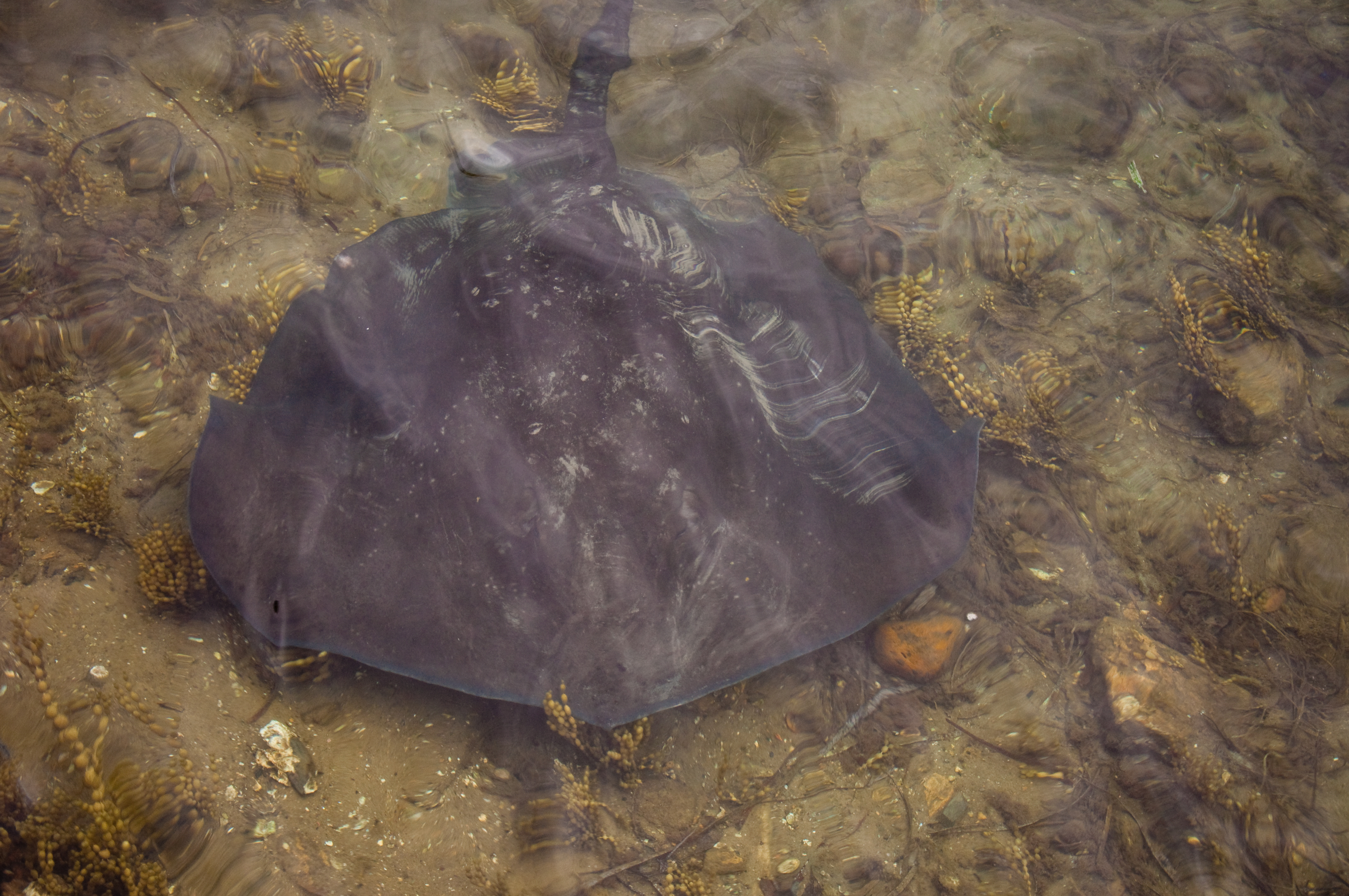
У берегов Австралии и Новой Зеландии эти скаты часто встречаются на мелководье.

Короткохвостые хвостоколы широко распространены в умеренных водах Южного полушария. У южного побережья Африки они встречаются от Кейптауна, ЮАР, до устья реки Замбези, Мозамбик. Вдоль побережья Австралии эти скаты попадаются от залива Шарк, Западная Австралия, до Марушидо, Квинсленд, включая Тасманию. В водах Новой Зеландии они обитают у острова Северный и в архипелаге Чатем, у Южного острова и островов Кермадек этот вид редок. Данные о присутствии Dasyatis brevicaudata у северного побережья Австралии и в водах Таиланда скорее всего ошибочны и относятся к Himantura fai и Dasyatis matsubarai соответственно. За последние несколько десятилетий расширился ареал и возросла численность этих скатов у юго-восточных берегов Тасмании, вероятно, в результате климатических изменений.
У южного побережья Африки короткохвостые хвостоколы редко встречаются на мелководье, они предпочитают держаться на подводных банках в открытом море. на глубине 180—480 м. У берегов Австралии и Новой Зеландии они напротив не опускаются глубже 156 м. В этой части ареала наибольшая численность данного вида наблюдается на мелководье летом. С помощью мечения двух особей в водах Новой Зеландии удалось выяснить, что зимой они старались держаться большей глубине, а длительные миграции отсутствовали.
Эти донные рыбы населяют различные биотопы, включая солоноватые воды эстуариев мелководье с песчаным или илистым дном, узкие морские заливы и бухты, рифы и край континентального шельфа. Кроме того, они регулярно поднимаются в среднюю толщу водяного столба.

## Описание
Грудные плавники этих скатов срастаются с головой, образуя ромбовидный плоский диск, ширина которого слегка превышает длину, с закруглёнными плавниками («крыльями»). Передний край диска почти выгнут, рыло чуть заострённое, слегка выступает за пределы диска. Позади мелких глаз расположены брызгальца, которые превышают их по размеру. На вентральной поверхности диска расположены 5 жаберных щелей, рот и удлинённые, узкие ноздри. Между ноздрями пролегает лоскут кожи с бахромчатым нижним краем. Среднего размера рот изогнут в виде широкой дуги, по углам расположены желобки. Дно ротовой полости покрывают бугорки. Нижнюю челюсть и назальный кожаный лоскут усеивают крошечные наросты. Мелкие и притуплённые зубы с ромбовидными основаниями выстроены в шахматном порядке и образуют плоскую поверхность. На каждой челюсти имеется по 44—55 зубных рядов. Крупные брюшные плавники закруглены.

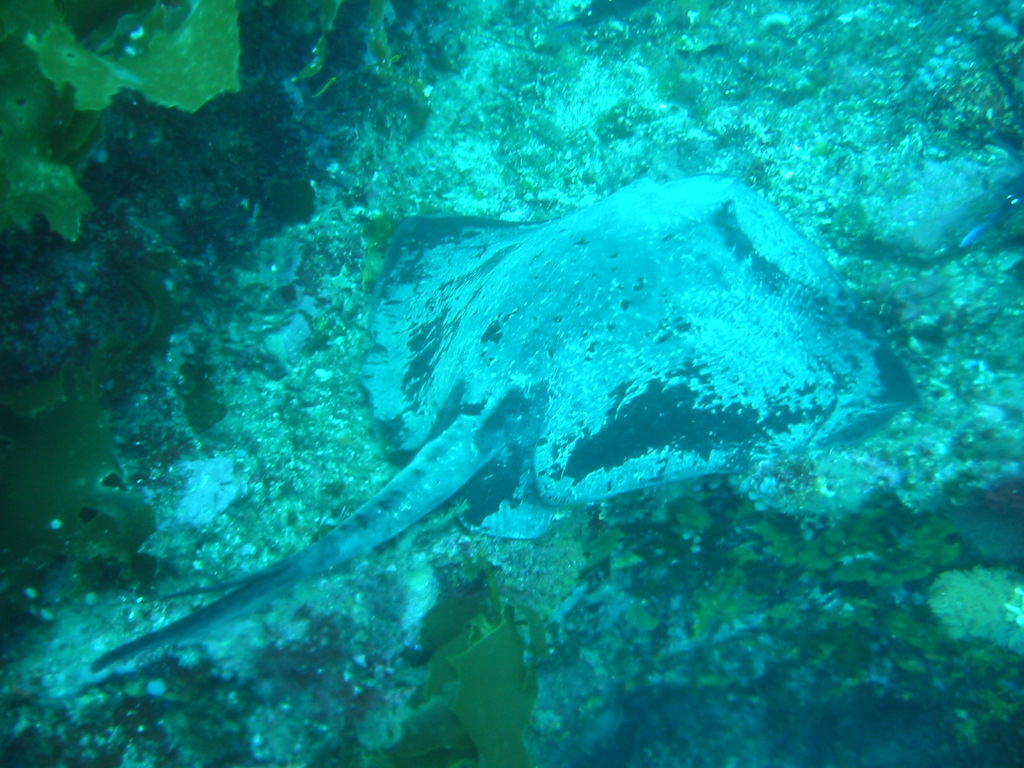

Хвост как правило короче диска. Как и у других хвостоколов на дорсальной поверхности в центральной части хвостового стебля короткохвостых хвостоколов расположен зазубренный шип, соединённый протоками с ядовитой железой. Иногда у скатов бывает 2 шипа, периодически шипы обламываются и на их месте вырастает новый. Позади шипа хвостовой стебель расположены верхняя и нижняя кожные складки. Шкура этого ската в целом гладкая, чешуёй покрыт только хвост. У основания хвоста особей с шириной диска более 45 см имеется колючка. Перед ядовитым шипом вдоль центральной линии хвоста пролегает ряд крупных колючек, обращенных назад. Позади ядовитого шипа хвост до кончика покрыт мелкими шипиками. Окраска дорсальной поверхности диска серо-коричневого цвета, область над глазами и хвост более тёмного оттенка. По обе стороны головы расположены белые поры. Вентральная поверхность диска беловатая, края диска и область под хвостом тёмные. Среди короткохвостых хвостоколов встречаются альбиносы. Максимальная зарегистрированная ширина диска 3 м. Взрослые самки как правило на 1/3 крупнее самцов.

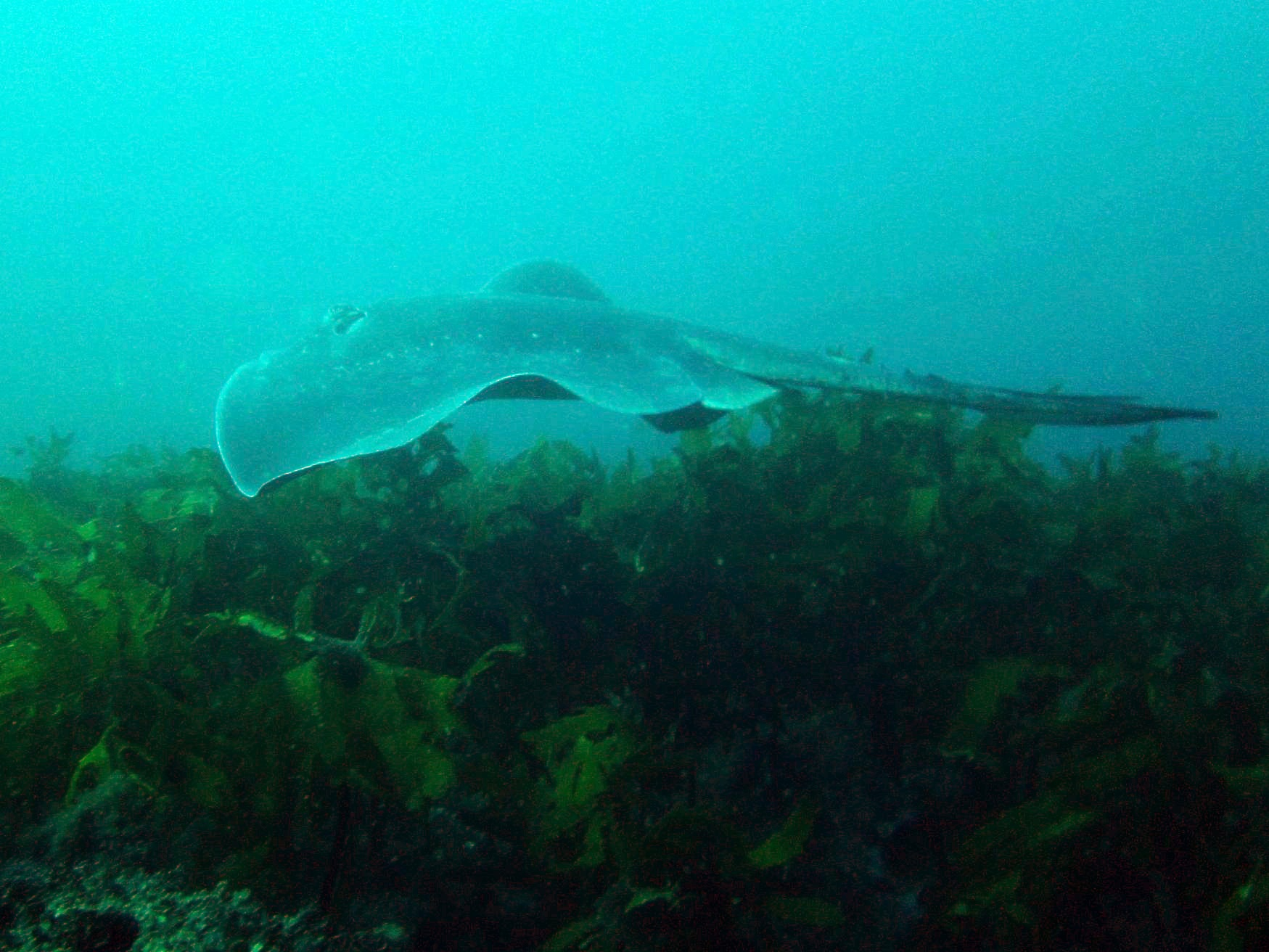
Чаще всего Dasyatis brevicaudata охотятся у дна.

## Биология
Обычно короткохвостые хвостоколы плавают довольно медленно, однако они способны совершать резкие рывки, взмахивая грудными плавниками с силой достаточной, чтобы вызвать кавитацию воды и создать слышимый всплеск. Известно, что эти скаты сезонно образовывают многочисленные стаи. У островов Пур-Найтс, Новая Зеландия, ежегодно с января по апрель они собираются под сводами скал. В некоторых местах с приливом они заплывают на очень маленькую глубину. У этих скатов ограничен индивидуальный участок обитания, радиус которого не превышает 25 км. Эксперименты в
неволе показали, что короткохвостые хвостоколы способны с помощью электрорецепторов (ампулы Лоренцини) улавливать магнитное поле, что в природе помогает им ориентироваться.
Эти скаты охотятся как ночью так и днём. Их рацион состоит из донных костистых рыб и беспозвоночных, таких как ракообразные, моллюски и полихеты. Боковая линия позволяет им улавливать мельчайшие колебания воды, создаваемые зарывшимися в грунт двустворчатыми моллюсками и эхиурами, которых скаты засасывают; воду при этом они выталкивают через брызгальца. Значительную часть рациона Dasyatis brevicaudata составляют рыбы и беспозвоночные, плавающие в толще воды, включая сальпид и бокоплавов.

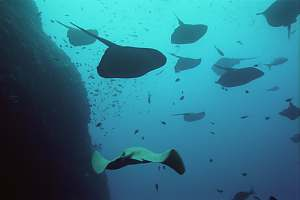
Каждое лето у островов Пур-Найтс наблюдаются многочисленные скопления этих скатов.

У южного побережья Африки эти скаты посещают места массового нереста кальмаров Loligo vulgaris reynaudii и ловят их, когда те опускаются на дно, чтобы метать икру. Благодаря крупным размерам короткохвостые хвостоколы рискуют стать добычей лишь небольшого числа хищников, среди которых узкозубая акула, обыкновенная акула-молот, Белая акула и косатка. В случае опасности эти скаты угрожающе задирают хвост вверх, подобно скорпионам. Иногда рыбы меньшего размера охотятся «под прикрытием» диска плывущего ската. На короткохвостых хвостоколах паразитируют нематоды  Echinocephalus overstreeti и моногенеи Heterocotyle tokoloshei и Dendromonocotyle sp..

### Размножение
Массовые скопления короткохвостых хвостоколов у островов Пур-Найтс по-крайней мере отчасти объясняются размножением. В середине зимы скаты спариваются, полагают, что постоянное восходящее течение под сводами скал помогает им сохранять стабильное положение. За каждой готовой к совокуплению самкой следуют несколько самцов, которые стараются схватить её за край диска. Такое преследование может продолжаться несколько часов. В конце концов успешный претендент переворачивается под самкой брюхом кверху, вставляет один из своих птеригоподиев в клоаку самки и начинает ритмично двигать хвостом из стороны в сторону. Совокупление длится 3—5 минут. В неволе одна самка совокупилась с тремя разными самцами последовательно.

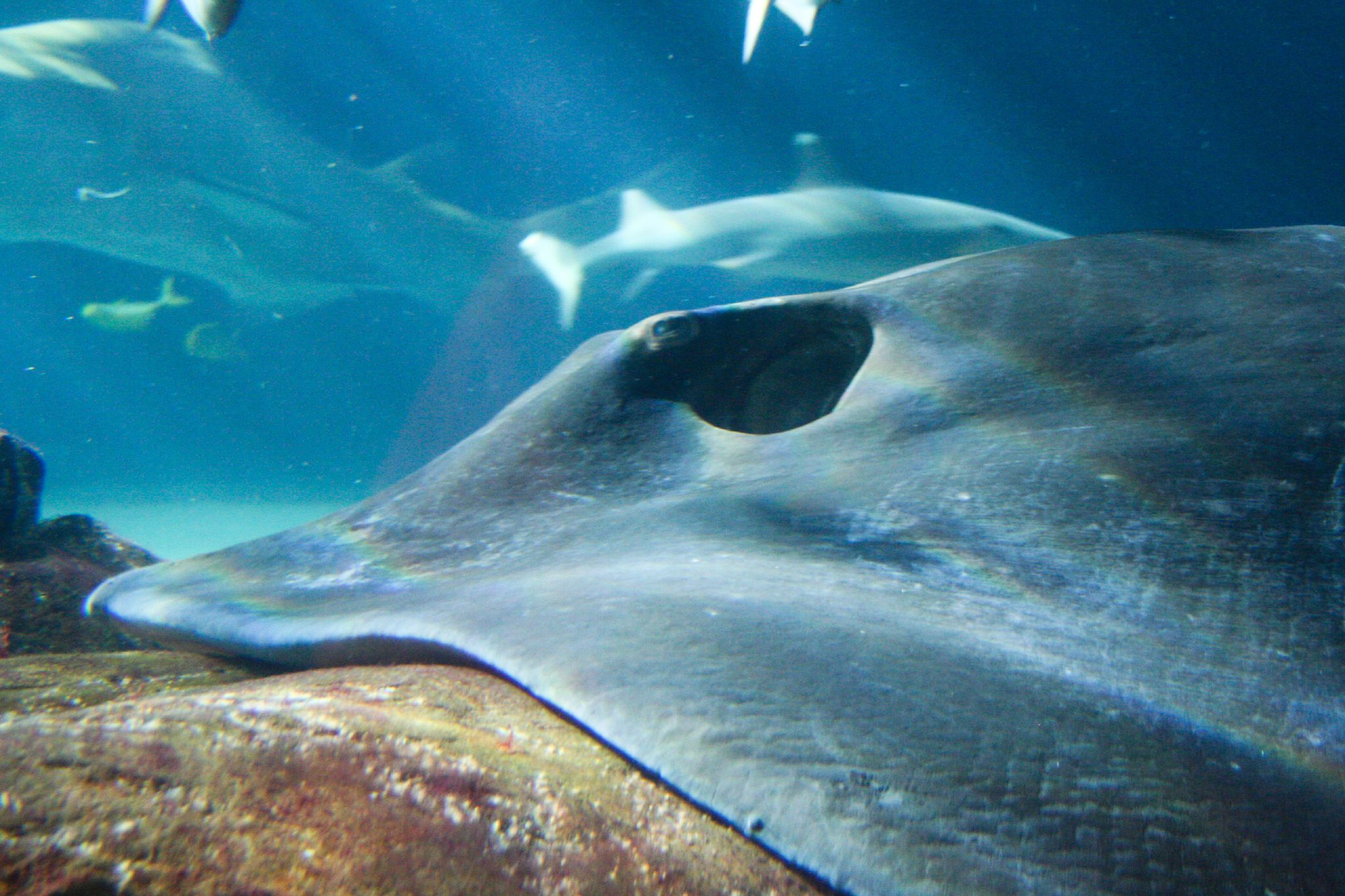
Фото из сиднейского океанариума.

Подобно прочим хвостоколообразным короткохвостые хвостоколы относится к яйцеживородящим рыбам. Эмбрионы развиваются в утробе матери, питаясь желтком и гистотрофом. Самки приносят потомство летом. В помёте 6—10 новорожденных длиной 32—36 см. Вероятно самцы участвуют в процессе родов, подталкивая самок рылом в брюхо. Вскоре после родов самки вновь готовы к размножению.

## Взаимодействие с человеком
Короткохвостые хвостоколы любопытны и не агрессивны, они позволяют людям приблизиться и даже берут корм из рук. В бухту Хамлин Бэй, Западная Австралия регулярно приплывают скаты ''Dasyatis brevicaudata, Dasyatis thetidis, австралийские орляки, которых подкармливают кусочками рыбы. За последние годы число привлечённых этим аттракционов туристов растёт. Однако если этих скатов испугать или докучать им они становятся опасны и способны нанести серьезную и даже смертельную рану. Длина ядовитого шипа достигает 30 см, он пробивает практически любую обувь, в том числе кевларовую; слизистая оболочка шипа содержит токсин, вызывающий некроз. Наиболее опасны ранения в жизненно важные органы, сильная кровопотеря и/или вторичный сепсис и столбняк. Были случаи, когда потревоженные скаты выпрыгивали из воды и били обидчика шипом в грудную клетку. У берегов Новой Зеландии именно вышеперечисленные виды наносят людям больше всего ранений.
По всему ареалу короткохвостые хвостоколы иногда попадаются в качестве прилова при коммерческим промысле с помощью тралов, неводов, ярусов и ставных сетей. Любители-рыболовы ловят их на крючок с берега или с борта лодки, бьют гарпуном, эти скаты являются объектом подводной охоты. Пойманных рыб обычно отпускают живьём, предварительно отрубив им в целях безопасности хвост, впрочем, такая практика, вероятно, не оказывает существенного влияния на выживаемость скатов в долгосрочной перспективе. Иногда скатов сохраняют для употребления в пищу или в качестве трофея. Изредка их содержат в публичных аквариумах. В неволе короткохвостые хвостоколы способны размножаться. В водах Новой Зеландии коммерческий промысел этого вида запрещён. Международный союз охраны природы присвоил этому виду статус сохранности «Вызывающий наименьшие опасения».